# Заорілля
Заорі́лля — село в Україні, у Царичанській селищній громаді Дніпровського району Дніпропетровської області. Населення за переписом 2001 року складало 36 осіб.

## Назва
Назва села вказує на те, що село Заорілля розташоване за річкою Оріль.

## Географія
Село Заорілля знаходиться на правому березі річки Заплавка, яка через 2 км впадає в річку Оріль, на протилежному березі — село Червона Орілька.

## Населення

### Мова
Розподіл населення за рідною мовою за даними перепису 2001 року:
| Мова       | Відсоток |
| ---------- | -------- |
| українська | 91,7 %   |
| російська  | 5,6 %    |
| молдовська | 2,7 %    |

## Інтернет-посилання
- Погода в селі Заорілля [Архівовано 7 червня 2016 у Wayback Machine.]

1. ↑  Рідні мови в об'єднаних територіальних громадах України — Український центр суспільних даних